# Prem
Prem è un comune tedesco di 888 abitanti, situato nel land della Baviera.